# Zeubelrieder Moor
Das Zeubelrieder Moor ist ein Naturschutzgebiet in den Gäuplatten im Maindreieck, das sich über eine Fläche von etwa 5 Hektar erstreckt. Es befindet sich in Sommerhausen, einem Markt im unterfränkischen Landkreis Würzburg, sowie innerhalb des Stadtgebietes von Ochsenfurt, ebenfalls im Landkreis Würzburg gelegen. Das Naturschutzgebiet liegt grob zwischen den Orten Sommerhausen und Zeubelried, und seine Ausweisung erfolgte im Jahr 1952.

## Geographische Lage
Das Schutzgebiet besteht aus einem Teilbereich und befindet sich im westlichen Teil des Naturraums Gäuplatten im Maindreieck. Nordöstlich des Zeubelrieder Moores liegt der Ort Erlach, ein Stadtteil von Ochsenfurt. Östlich und südlich liegt mit dem Ochsenfurter Forst ein größeres Waldgebiet sowie der Ort Zeubelried. Südlich grenzt die Stadt Ochsenfurt an das Gebiet. Südwestlich befindet sich das Naturschutzgebiet Maintalhang Kleinochsenfurter Berg. Westlich liegt Sommerhausen. Durchquert wird das Naturschutzgebiet vom Mainzufluss Rappertsmühlbach. Das Zeubelrieder Moor liegt innerhalb des Vogelschutzgebietes Ortolangebiete um Erlach und Ochsenfurt. Erreichbar ist das Schutzgebiet nur zu Fuß.

## Namensgebung
Das Naturschutzgebiet Zeubelrieder Moor erhielt seinen Namen aufgrund historischer Verbindungen zur Gemeinde Zeubelried, obwohl das Gebiet auch früher nicht zur Gemeinde Zeubelried gehörte. Vor etwa 400 Jahren gehörten einige Einödhöfe am Rande des Moores zur Gemeinde Erlach. Als sich die Gemeinde dem protestantischen Bekenntnis anschloss, weigerten sich die Bewohner der Einödhöfe, ihren Glauben zu wechseln, und wurden daher von der katholischen Gemeinde Zeubelried seelsorgerisch versorgt. Diese kulturelle Zusammenarbeit führte zur Benennung des Moores nach Zeubelried, ein Name, der auch nach der Zerstörung der Höfe im Dreißigjährigen Krieg beibehalten wurde.

## Geschichte
Seit der Jahrhundertwende wurden Entwässerung und Kultivierung des Gebiets vorangetrieben. Um das Vorkommen von Sumpf-Siegwurz zu schützen, wurde 1940 ein Vertrag zwischen dem Naturwissenschaftlichen Verein in Würzburg und der Gemeinde Kleinochsenfurt abgeschlossen. Trotz dieser Maßnahmen ging der Bestand weiter zurück. In den 1950er Jahren setzten sich verschiedene Akteure für den Erhalt des Zeubelrieder Moores als Naturschutzgebiet ein, was 1952 erfolgreich umgesetzt wurde. Private Flurstücke blieben im Besitz der Eigentümer, die weiterhin Jagd, Fischerei und landwirtschaftliche Nutzung erlaubt bekamen, jedoch mit der Auflage, die Wiesen nur einmal im Jahr, ab August, zu mähen. Der Naturschutzbeauftragte der Regierung von Unterfranken ermöglichte später den teilweisen Erwerb des Gebiets durch den Bund Naturschutz. Die Umgestaltungen im Naturschutzgebiet, darunter die Verrohrung des Ablaufs und die Senkung des Wasserspiegels, führten zu Veränderungen im Ökosystem. 1969 wurde am Ablauf des Staus eine Schwelle errichtet, um die Wasserversorgung sicherzustellen. Obwohl das Naturschutzgebiet nun nur noch teilweise dem ursprünglichen Zustand des Zeubelrieder Moores entspricht, war die Anlage des Staus die einzige Möglichkeit, die notwendige Wasserversorgung zu gewährleisten.

## Schutzgründe und Biotop
Gemäß der Schutzgebietsverordnung ist es vorgesehen, ein Niedermoorgebiet zu schützen. Der geologische Untergrund besteht laut Verordnung aus Schichten des Unteren Keupers mit Schleferlonschichten. Es bildeten sich mächtige Böden bis zu sandigen Parabraunerden. Das Feuchtgebiet umfasst laut dieser Verordnung eine Vielzahl von Lebensräumen, darunter Feuchtwiesen, nährstoffreiche Nasswiesen, Staudenfluren, Grauwedelgebüsche und geophytenreiche Auwaldbestände. Es gibt ausgedehnte Schilfbestände und Großseggenrieder. Auf Sandböden sind mehrere Saumgesellschaften vorhanden, wie beispielsweise Peucedanum oreoselinum und Armerion elongatae, sowie Schlehengebüsche. Das Gebiet ist außerdem faunistisch bedeutend für Amphibien, Reptilien und Vögel, mit einer Vielfalt von Vogelarten, die hier beobachtet werden können (insgesamt 50 Vogelarten).
Im Rahmen der Biotopkartierung von 1996 wurde festgestellt, dass das Moor nicht mehr existiert und es sich aufgrund der anmoorigen Gleyböden um einen vernässten Sumpf handelt. Der Untergrund besteht aus Keuperschichten, die von einer alluvialen Sand-Lehm-Schicht (bestehend aus Lößlehm, Flugsanden und Verwitterungsmaterial) bedeckt sind. Der Boden zeigt eine mäßig saure bis basenhaltige Charakteristik, ist in erster Linie mäßig nährstoffreich und weist Feuchtigkeit bis Nässe auf. Überschwemmungen treten hauptsächlich durch austretendes Grundwasser im Frühjahr auf.
Der Großteil des Gebiets besteht aus Wald, vorwiegend aus Erlen-Eschen-Sumpfwald, der am Stauweiher in Bruchwald übergeht. Die Baumbestände sind größtenteils Erlen mit einer Höhe von weniger als 25 Metern. Im Südwesten gibt es eine weniger feuchte Ausprägung mit Neigung zu Eichen-Hainbuchenwald. Sträucher, vor allem als Weiden-Faulbaum-Mantel im Übergang zu den Offenbereichen, sind gut ausgeprägt. Im Südosten erstreckt sich ein Schilfstreifen, der alle zwei Jahre abschnittsweise gemäht wird.
Entlang des Westgrabens gibt es Nasswiesen, Streuwiesen, Hochstaudenfluren und Seggenriede mit charakteristischen Arten wie Kohldistel, Sumpfdotterblume, Großer Wiesenknopf, Pfeifengras, Mädesüß, Weidenröschen, Blutweiderich, Schlanke Segge und Rispen-Segge. Der Bach selbst zeigt Bachröhricht mit Brunnenkresse und Aufrechtem Merk außerhalb des Waldes.
Die Reste der Streuwiesen um den Stauweiher sind stark verschilft, und die Wasserfläche wird zunehmend von Schilf und Seggen eingeengt. Ein schmaler Ausläufer nach Süden entlang des Baches beherbergt Hochstaudenfluren mit Nasswiesenresten, Schlankseggenried, Schilf und einer Erlenreihe entlang des Bachufers.
Im Rahmen der Kartierung wurden folgende Biotoptypen festgestellt: Wald, Großröhrichte, Großseggenrieder der Verlandungszone, Seggen- oder binsenreiche Nasswiesen, Sümpfe, Pfeifengrasenwiese, feuchte und nasse Hochstaudenfluren (planar bis montan), Feuchtgebüsche.

## Artnachweise
Folgende Arten, die entweder auf der Roten Liste der gefährdeten Arten oder Teil der FFH-Richtlinie oder für das Gebiet außergewöhnlich sind, wurden im Rahmen der Biotopkartierung 1996, festgestellt: Gelbes Windröschen, Wiesen-Schaumkraut, Rispen-Segge, Ufer-Segge, Fuchs-Knabenkraut, Fleischfarbenes Knabenkraut, Breitblättriges Knabenkraut, Heide-Nelke, Prachtnelke, Gewöhnliche Schachblume, Nordisches Labkraut, Wiesen-Storchschnabel, Spitzblütige Binse, Dolden-Milchstern, Berg-Haarstrang, Sumpf-Haarstrang, Sumpf-Rispengras, Gold-Hahnenfuß, Silber-Weide, Kümmel-Silge, Färber-Scharte, Wiesen-Selge, Moor-Labkraut, Faulbaum, Wolliges Honiggras, Bach-Nelkenwurz, Glieder-Binse, Sumpf-Hornklee.

## Gefährdung
Das Naturschutzgebiet ist unter anderem durch fehlende Pufferzonen zu angrenzenden landwirtschaftlichen Flächen gefährdet, da es im Rahmen dessen zu starkem Nährstoffeintrag kommt. Außerdem liegt das Gebiet im Speckgürtel von Würzburg und in einem beliebten Ausflugsgebiet, daher besteht die Gefahr, dass einige wertvolle Flächen zertrampelt werden. Im Rahmen einer Analyse wurde 1972 vorgeschlagen, Teile des Gebietes mit einem Zaun zu versehen. Dies wurde allerdings nicht umgesetzt. Ein weiteres Problem ist, dass durch die Fließgewässer, die das Schutzgebiet durchqueren, vermehrt eine hohe Nährstoffbelastung auftritt.